# Руссен, Альбен
Альбен Руссен (фр. Albin Roussin; 21 апреля 1781, Дижон — 21 февраля 1854, Париж) — французский адмирал и государственный деятель. Морской министр Франции. Адмирал Франции.

## Биография
Отец будущего флотоводца был юристом. Он был арестован во время Французской революции, когда Руссену было двенадцать лет. После этого Руссен покинул родной Дижон и отправился в портовый город Дюнкерк, где в декабре 1793 года поступил кадетом во французский флот. С 1794 по 1797 год он служил на различных фрегатах. В 1801 году Руссен сдал экзамен на мичмана.
Его первая задача в качестве офицера заключалась в том, чтобы командовать канонерской лодкой в Антверпене, частью Национальной флотилии прибрежных кораблей, собирающихся в различных портах Ла-Манша и окрестностей для предполагаемого вторжения Наполеона в Англию. К 1803 году он получил звание энсина и перешел на фрегат «Sémillante», на котором служил под командованием капитана Леонара-Бернара Мотара. Несколько следующих лет Руссен и Мотар провели в Индийском океане, атакуя с французской базы не Реюньоне британские торговые и единичные военные корабли, идущие в Индию.
В 1808 году «Sémillante» получил повреждения в бою с британским фрегатом «Терпсихора», после чего был разобран на Маврикии. Руссен был повышен до лейтенанта и перешёл на корабль «Йена», который занимался каперством в Бенгальском заливе. Однако 8 октября 1808 года «Йена» столкнулась поблизости от Калькутты с 46-пушечным британским фрегатом «Модест» и была захвачена после двухчасового боя 8 октября 1808 года. Руссен и его начальник, лейтенант Морис, были захвачены в плен и позднее обменены, после чего в конце 1809 года вернулись на Реюньон. Руссен продолжил свою службу на фрегате «Минерва», который был отбит у англичан эскадрой Ги-Виктора Дюперре. На борту «Минервы» Руссен отличился в битве при Гран-Порте в августе 1810 года, и был удостоен отдельного упоминая в депешах. Однако уже осенью британцы собрали новый, более мощный десант для захвата Маврикия и, несмотря на сопротивление, успешно осуществили высадку. Уже в декабре французские генералы граф Декан (генерал-губернатор) и Вандермезен были вынуждены подписать капитуляцию на почётных условиях. Поскольку британцы стремились завести свой флот в безопасные бухты Маврикия до того, как к Рождеству должен был начаться сезон ураганов, они согласились на то, что сам Декан, его солдаты и военные моряки будут перевезены во Францию с оружием и знамёнами на английских кораблях. Однако сам остров, служивший базой французского каперства в Индийском океане, крепостная артиллерия, военные и торговые корабли оказались потеряны. После окончательного заключения мира в 1815 году англичане вернули французам Реюньон, но не Маврикий.
Руссен, вместе с остальными вернулся во Францию, где Наполеон, довольный почётными условиями капитуляции, организовал им торжественную встречу. Руссен был подтверждён в чине капитана, до которого был повышен незадолго до этого, и получил орден Почётного легиона из рук императора. После этого он был назначен командиром фрегата «Gloire», базировавшегося в Гавре. С декабря 1812 по апрель 1813 года, захватив 13 небольших английских гражданских судов и два военных шлюпа.
После возвращения на престол Людовика XVIII Руссен получил орден Святого Людовика, как и большинство генералов и старших офицеров наполеоновской армии — таким образом новый монарх пытался заручиться их лояльностью. Во время Ста дней Руссен предпочёл остаться не у дел, и это не слишком этичное поведение способствовало его дальнейшей службе.
После печально известного крушения «Медузы» у побережья Сенегала в 1816 году, морской министр граф Моле поручил Руссену обследовать африканское побережье от Сенегала до Гвинеи. После этого, в 1819 году, Руссен обследовал устье реки Амазонки. Эти исследования были произведены для того, чтобы уточнить морские карты, нанести на них рифы, мели и другие препятствия, и тем самым сделать судоходство более безопасным. За эти исследования Руссен получил в 1820 году баронский титул. В 1821 году он повёл военную эскадру к берегам Южной Америки, где в это время развернулась решающая фазы войны Испанских колоний за независимость. Официально Руссену было поручено защищать интересы французской торговли, однако неофициально он должен был спровоцировать конфликт со сторонниками независимости, которых возглавляли Симон Боливар и Хосе де Сан-Мартин, чтобы дать Франции повод оказать Испании вооружённую поддержку. По ряду причин провоцирование конфликта не состоялось, однако Руссен по возвращении во Францию получил чин контр-адмирала. С 1824 по 1827 год он занимал административные должности на берегу.
Руссен вернулся в море в мае 1828 года и держал свой вымпел на линейном корабле «Жан Барт». Он возглавил эскадру, направленную в Бразилию, чтобы убедить бразильского императора Педру I выплатить компенсацию за французские торговые корабли, захваченные бразильским флотом во время Аргентино-бразильской войны. Руссен прибыл в Рио-де-Жанейро 5 июля 1828 года и просто вошёл в гавань, не обращая внимания на орудия, установленные у входа на рейд, и бросил якорь непосредственно ввиду города. После приветствия бразильского флага он попросил и получил аудиенцию у императора Педру, на которой была согласована сумма возмещения ущерба французским судовладельцам. По возвращении во Францию Руссена поздравили с решением проблемы дипломатическим путём, и король Карл X, сменивший на престоле своего старшего брата Людовика XVIII, назначил его на почётную придворную должность камергера.
25 января 1830 года Руссен был избран членом Французской академии наук в знак признания важного значения его работ в области географии и навигации. В том же году ему предполагали доверить флот, который должен был перевезти французские войска через Средиземное море для завоевания Алжира, однако это назначение не состоялось.
Июльская революция 1830 года, которая возвела на престол нового короля, Луи-Филиппа, в отличие от возвращения Наполеона в 1815 году, не прерывала карьеры Руссена. Он стал одним из ключевых руководителей морского министерства и курировал создание во французском порту Брест специализированного учебного заведения — Морской школы.
В 1832—36 годах Руссен являлся послом Франции в Константинополе, и, занятый переговорами с Османской империей о новом таможенном тарифе, отклонил предложенный ему королём пост морского министра (но, поскольку переписка между Парижем и Константинополем длилась долго, формально морским министром он всё-таки был).
1 марта 1840 года Руссен был повторно назначен морским министром, однако занимал эту должность менее года — до 29 октября. В феврале 1843 года он снова стал морским министром (в третий раз), но из-за плохого состояния здоровья вышел в отставку шесть месяцев спустя.
Свою службу Альбен Руссен закончил обладателем высшего военно-морского звания Адмирала Франции (аналог генерал-адмирала) и кавалером Большого креста ордена Почётного легиона.
Парадный портрет адмирала, представленный в статье, был исполнен художником Шарлем Ларивьером.
Руссен был женат с 1814 года, его избранницей стала Illumante Bihet Pontigny. Его сын Альбер также стал морским министром.